# Hri Souani

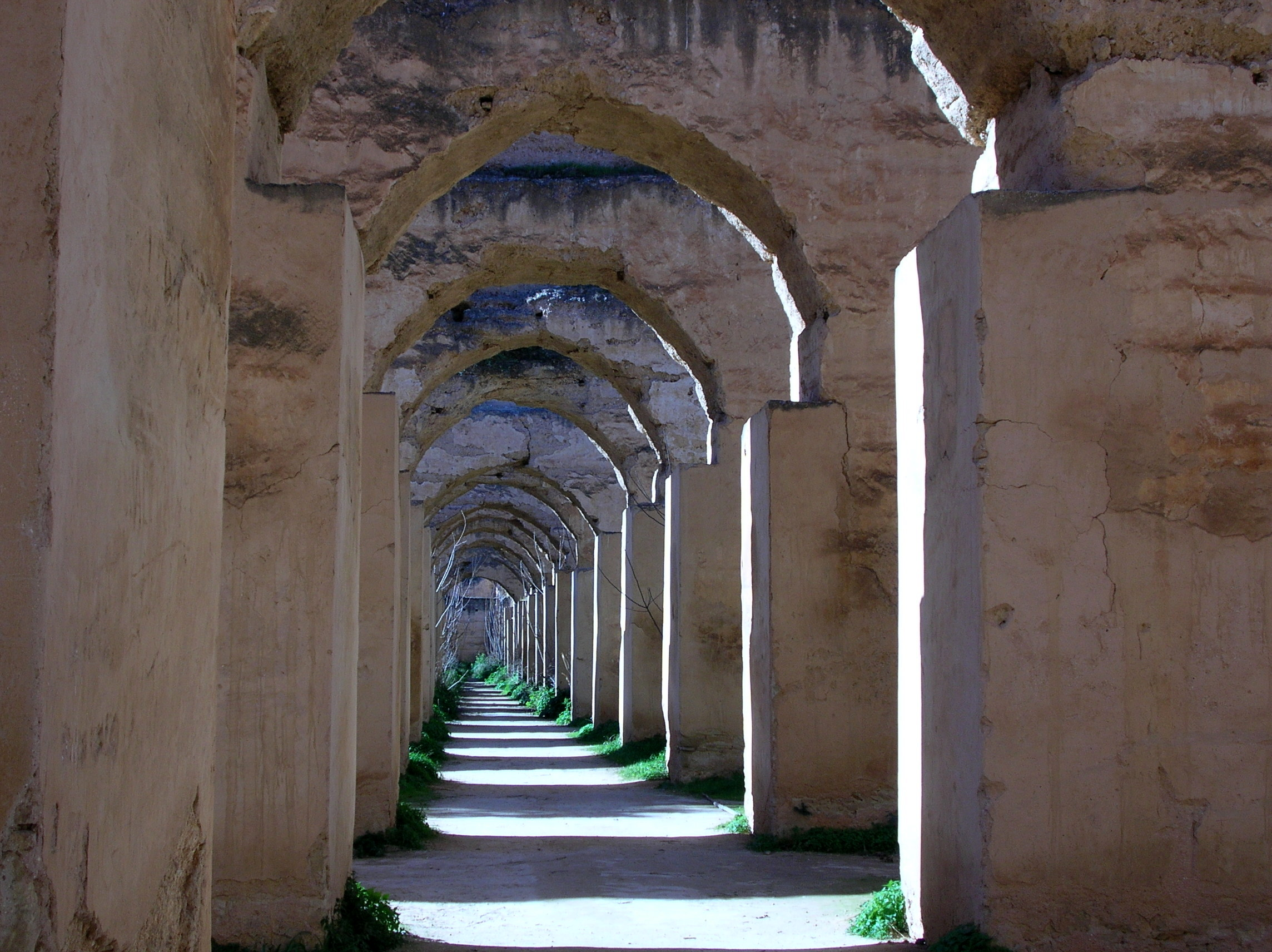
Écuries du Hri Souani.

Le Hri Souani ou "sahrij swani "est un grenier et monument historique situé à Meknès. Il servait principalement à stocker les denrées alimentaires, et possède de grandes écuries. Il a été construit par Moulay Ismaïl au XVIIIe siècle.
Aujourd’hui, le bassin est un lieu touristique important, offrant une belle vue sur les remparts et les bâtiments historiques environnants.